# ヨーク岬半島

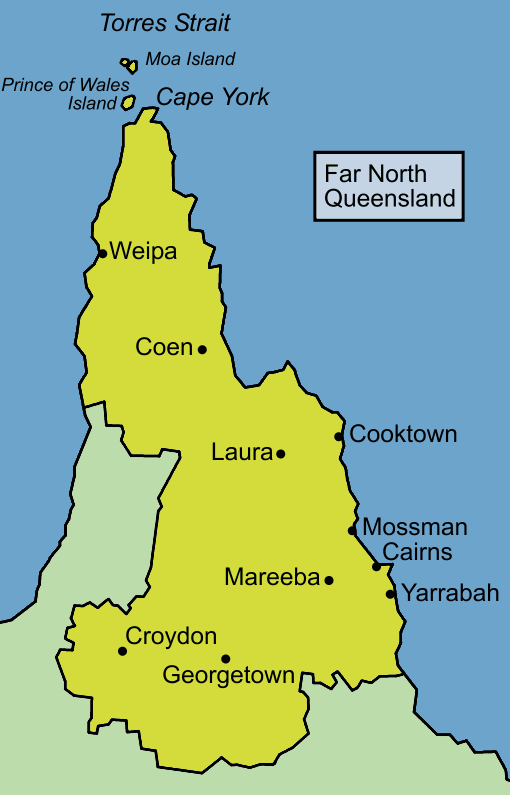
地図

ヨーク岬半島（ヨークみさきはんとう、英: Cape York Peninsula）は、オーストラリア大陸北東部から突き出た半島である。半島の先端、ヨーク岬はオーストラリア大陸の北端である。その先はトレス海峡を隔ててニューギニア島。クイーンズランド州に属する。ケアンズ、ポートダグラス、ウィーパなどいくつかの町はあるが、半島の大部分には人は住んでいない。
地質学的には4千万年前からオーストラリア大陸がアジア大陸と分裂し、太平洋プレートとの衝突で5百万年前にニューギニア島が出来たが、ヨーク岬半島は衝突の影響を受けずに残り、地続きであった。カーペンタリア湾は内湖であったと考えられる。8千年前の海面上昇で、やっと両地域を分ける現在のトレス海峡が出来、カーペンタリア湖も湾となった。

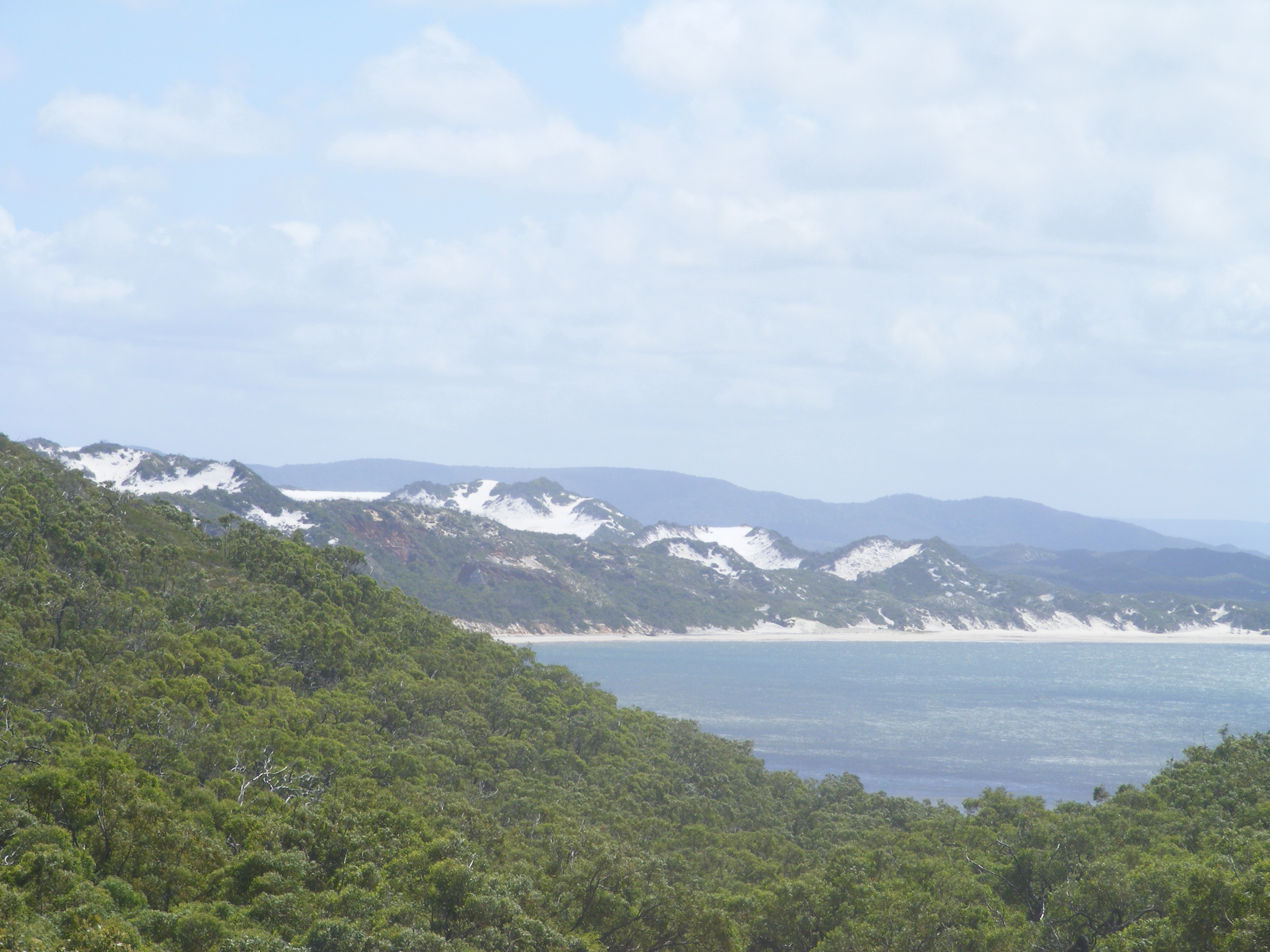
Flattery岬の海岸砂丘